# Radošov

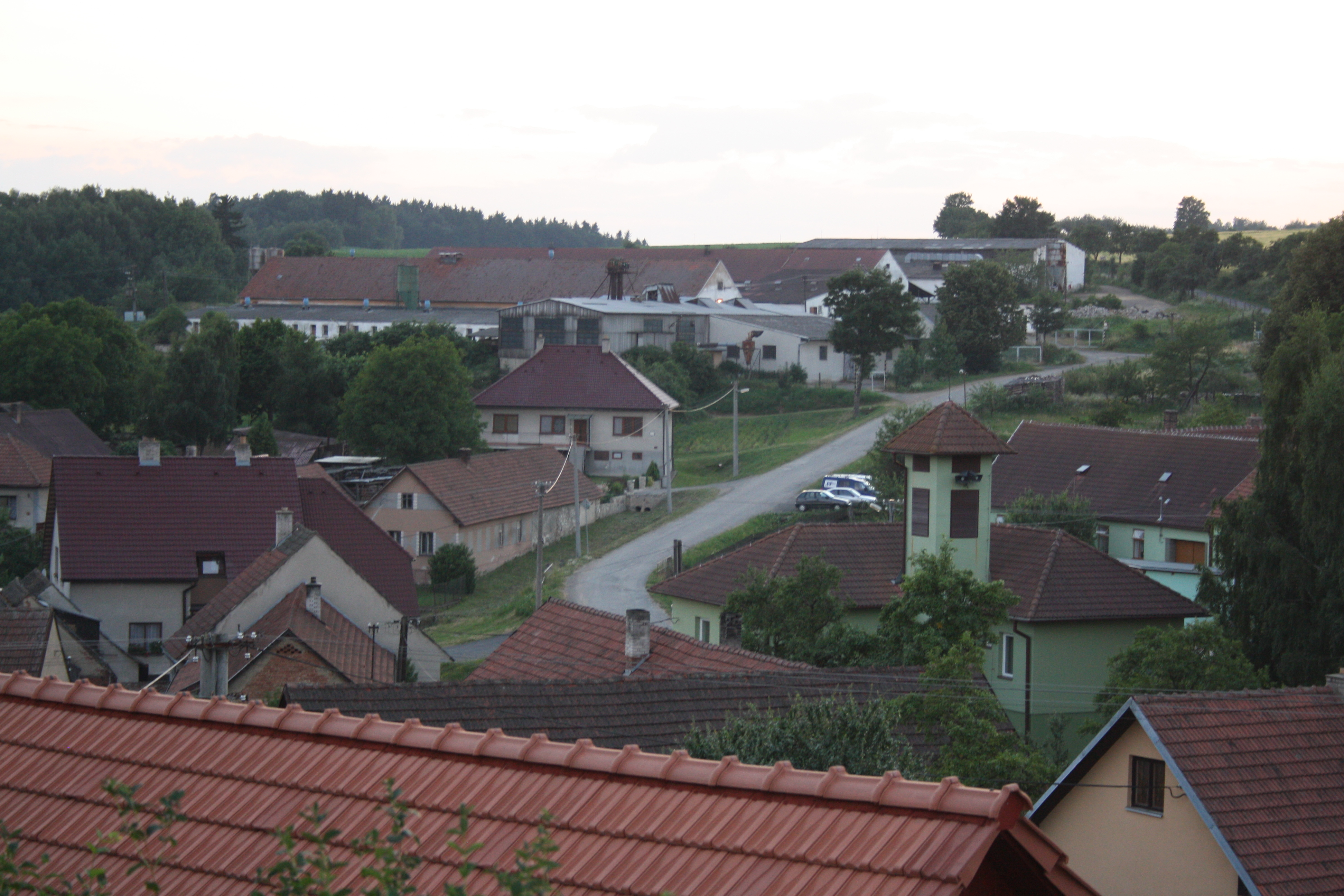
Blick über das Dorf

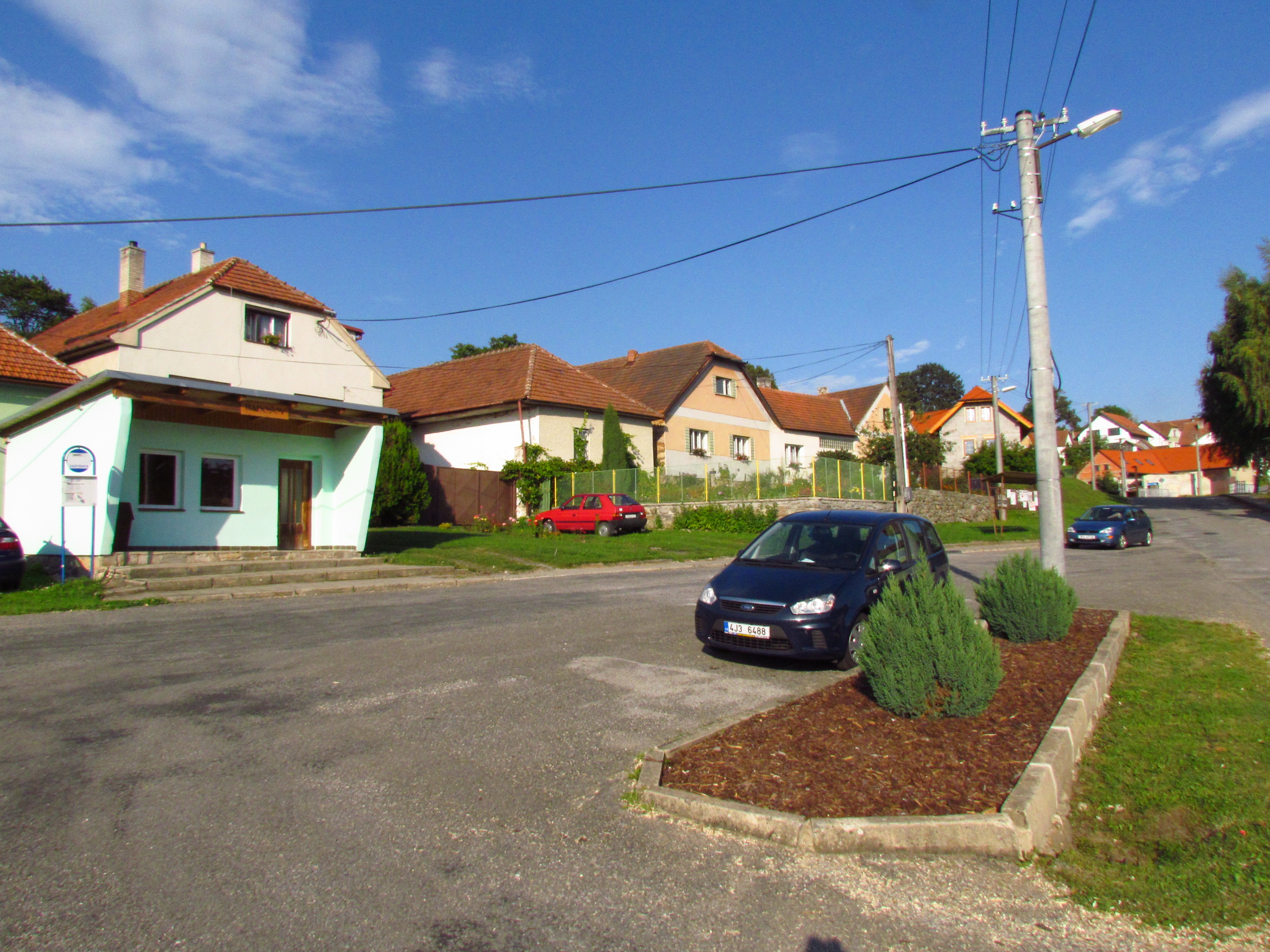
Dorfplatz

Radošov (deutsch Radeschow, 1939–1945 Radeschau) ist eine Gemeinde in Tschechien. Sie liegt 15 Kilometer nordwestlich von Třebíč und ist die nördlichste Gemeinde des Okres Třebíč.

## Geographie
Radošov befindet sich im Krischanauer Bergland (Křižanovská vrchovina) im Süden der Böhmisch-Mährischen Höhe. Das Dorf liegt im Quellgrund des Baches Chlumský potok; gegen Osten erstreckt sich der Waldried. Östlich des Dorfes verläuft die Staatsstraße II/351 zwischen Čechtín und Kamenice. Im Nordosten erheben sich die Holubka (604 m n.m.) und der Panský kopec (668 m n.m.), östlich die Hradiště (662 m n.m.), im Südosten der Vořanov (620 m n.m.) und der Smrček (674 m n.m.) sowie nordwestlich die Bílá hora (659 m n.m.). Fünf Kilometer nordöstlich stoßen der Okres Třebíč, Okres Jihlava und der Okres Žďár nad Sázavou zusammen.
Nachbarorte sind Kamenice und Kamenička im Norden, Urbánkova Samota, Pouště, U Čížků, Zahrada, U Buku und Pavlínov im Nordosten, Cípy und Zátiší im Osten, Svatoslav, Smrček und Benetice im Südosten, Kouty im Süden, Pavlovský Mlýn, Chlum und Horní Smrčné im Südwesten, V Šavlátě und  Přímělkov im Westen sowie Pruknerova Samota und Vržanov im Nordwesten. 

## Geschichte
Das Dorf entstand wahrscheinlich im 12. Jahrhundert. Erstmals schriftlich erwähnt wurde es 1365, als Vojslav Bytovčic das Gut Radošov von Vyšemír von Radošov als Pfand erwarb. Wilhelm von Pernstein, der 1490 die Güter des Klosters Třebíč als Pfand erhalten hatte, baute diese durch weitere Erwerbungen zu einer großen Herrschaft aus. Das verpfändete Gut Radošov löste er noch 1490 aus und vereinigte es mit der Herrschaft Třebíč. Das Dorf Radošov bestand zu dieser Zeit aus 16 Häusern. Später erwarben die Grafen von Waldstein auf Pirnitz auch die Herrschaft Třebíč. Die Bewohner von Radošov lebten von der Landwirtschaft und der Viehzucht; ein Teil arbeitete im Winter in den Wäldern der Grafen von Waldstein. Pfarr- und Schulort war Chlum.
Nach der Aufhebung der Patrimonialherrschaften bildete Radošov ab 1850 eine politische Gemeinde im Gerichtsbezirk Trebitsch. Ab 1868 gehörte die Gemeinde zum Bezirk Trebitsch. Im Jahre 1869 hatte Radošov 311 Einwohner. 1888 wurde in Radošov eine eigene Schule eingeweiht. Die Freiwillige Feuerwehr wurde 1929 gegründet. 1937 wurde Radošov elektrifiziert.
Zwischen 1961 und 1990 war Horní Smrčné eingemeindet. Im Jahre 1996 wurde ein Mehrzweckgebäude fertiggestellt, in dem die Bücherei, die Feuerwehr, das Gemeindeamt, ein Versammlungsraum und eine Arztpraxis untergebracht sind. Das ehemalige Schulgebäude wird heute als Kulturhaus genutzt. Seit 2008 führt die Gemeinde ein Wappen und Banner.

## Gemeindegliederung
Für die Gemeinde Radošov sind keine Ortsteile ausgewiesen. 

## Sehenswürdigkeiten
- Zwei steinerne Wegkreuze, geschaffen 1887 und 1901
- Gusseisernes Wegkreuz aus dem Jahre 1876
- Gedenkstein für die Gefallenen beider Weltkrieges